# Trachyphloeus alternans
Trachyphloeus alternans  (лат.) — вид долгоносиков из подсемейства Entiminae.

## Описание
Жук длиной 2,5—3,5 мм. Верхняя часть тела в немного  стекловидных слитых чешуйках землистого цвета. Только нечётные промежутках между бороздками на надкрыльях имеют негустой ряд щетинках. Зубцы передних голеней маленькие, с мелкими шипиками. Надкрылья на боках явственно вздуты, наибольшая их ширина позади середины. Третий сегмент лапок явственно двулопастный.

## Экология
Встретить жука можно в подстилке и растительном детрите.